# CHT-02D 어뢰
CHT-02D는 조선민주주의인민공화국의 수출용 중어뢰이다. 2010년 5월 20일 천안함 침몰 사건과 관련하여 합동조사단이 북한이 수출용으로 개발했다는 어뢰로 북한산 무기책자 소개에 도면까지 첨부돼 있다고 주장하며 최초로 소개를 했다. 그들은 전날 5월 19일 중국산 魚-3G일 것으로 추정된다고 발표를 했었다.
합동조사단에 의해면 직경은 21인치이고 무게는1.7톤이며 폭발 장약은 250kg이다.

## 제원
국방부는 1980년대 중동이나 중남미 수출용으로 만들어졌다고 주장했으며, 제원은 다음과 같다.
SBS기사는 오보이며, 1980년대 중국, 러시아의 어뢰 기술과 비교했을 때 북한의 기술로 만들수 없다. 명확하지 않으나 2000년 이후로 추정된다.
- 길이 : 7.3m
- 직경 : 53 cm
- 폭약 : 250 kg
- 중량 : 1700 kg
- 방식 : 음향 감응식 직주 어뢰
- 거리 : 15 km
- 추진 : 전동식

2010년 3월 27일 지질연구소가 발표한 자료에는 TNT 180kg이라고 밝혔으며, 3월 30일에는 수면 10m 지점에서 폭발하여 260kg이라고 밝혔다. 5월 20일 공식발표에서는 수심 6~9m라고 제시를 하였다.
고성능 폭약 250kg을 의미하는 것으로, 실제 tnt 폭발량을 계산시 그 구성 성분에 따라 RE 계수를 계산하여야 한다.

## 천안함 침몰 사건 관련 논란
2010년 5월 22일 영국의 프리랜서 라이터인 스콧 크레이튼(Scott Creighton)이 스모킹건인 어뢰 추진부 증거가 날조되었고, 독일제 어뢰라고 주장하여 인터넷을 중심으로 논란이 되었다. 이에 대하여 국방부는 설계도의 어뢰와 공개된 어뢰는 일치한다고 답변하였다.

2010년 6월 29일 합동조사단은 2010년 5월 20일 발표에서 증거물로 제시한 CHT-02D 어뢰의 설계도는 CHT-02D의 설계도가 아니라 실제론 이와 다른 별개의 북한 중어뢰인 PT-97W 어뢰의 설계도였다고 밝혔다. 이전 5월 20일 발표한 CHT-02D 어뢰의 도면은 총 3종류였으며, 이중 1종, 실물크기로 제작된 수미터 길이의 도면이 잘못 발표되었다. 또한, 어뢰에 쓰여진 ‘1번’이라는 글자는 솔벤트 블루5 성분을 사용한 청색 유성 매직이며, 솔벤트 계열은 잉크에 일반적으로 사용되는 성분이라고 밝혔다. 국방부는 9월 13일 발표된 천안함 최종 보고서를 통해 잉크 제조국의 식별이 불가능하다고 발표하였다.

## 같이 보기
- 천안함 침몰 사건
- 연어급 잠수함